# 인구셰티야의 음악
인구셰티야 공화국의 전통 악기인 주르나(클라리넷과 비슷함), 데크-판드르(발랄라이카와 비슷함), 케하트폰두르(어코디언과 비슷하며 주로 여자 아이들이 즐기는 악기), 북과 탬버린이 이용된다. 바이올린은 서양과는 다르게 4줄이 아닌 3줄이다. 인구셰티야의 국가에도 사용되었다.